# Maria 2.0

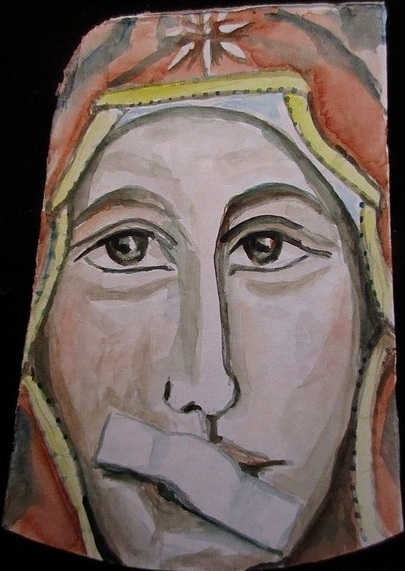
Ícone mariano criado para a semana de manifestações

Maria 2.0, também chamada a greve da igreja, é uma iniciativa de mulheres da Igreja Católica Romana na Alemanha, que organizou uma semana de acções principalmente entre os dias 11 e 18. Maio de 2019, com algumas iniciativas a decorrer até finais de Junho de 2019.

## Exigências
A iniciativa exigiu o acesso das mulheres a todos os ministérios da igreja, a abolição do celibato compulsório e o esclarecimento cabal dos casos de abuso de menores na igreja Católica.

## Origem e nome
O ponto de partida da iniciativa foi um círculo de leitura na paróquia da Santa Cruz em Münster, onde no início de 2019 foi estudada a primeira exortação apostólica do Papa Francisco, Evangelii gaudium . Numa petição online com uma carta aberta ao Papa Francisco, os participantes exigem acesso das mulheres a todos os ministérios eclesiásticos e à abolição do celibato obrigatório. O tratamento das vítimas de casos de abuso também é criticado.
O nome da iniciativa baseia-se na actualização da imagem ideal da mulher, silenciosa e servidora, representada por Maria - apelidada pelo movimento de "Maria 1.0". Portanto, "2.0 representa um novo começo. Já não somos assim! "- como formulou Barbara Stratmann, uma das iniciadoras.

## Ações do Movimento

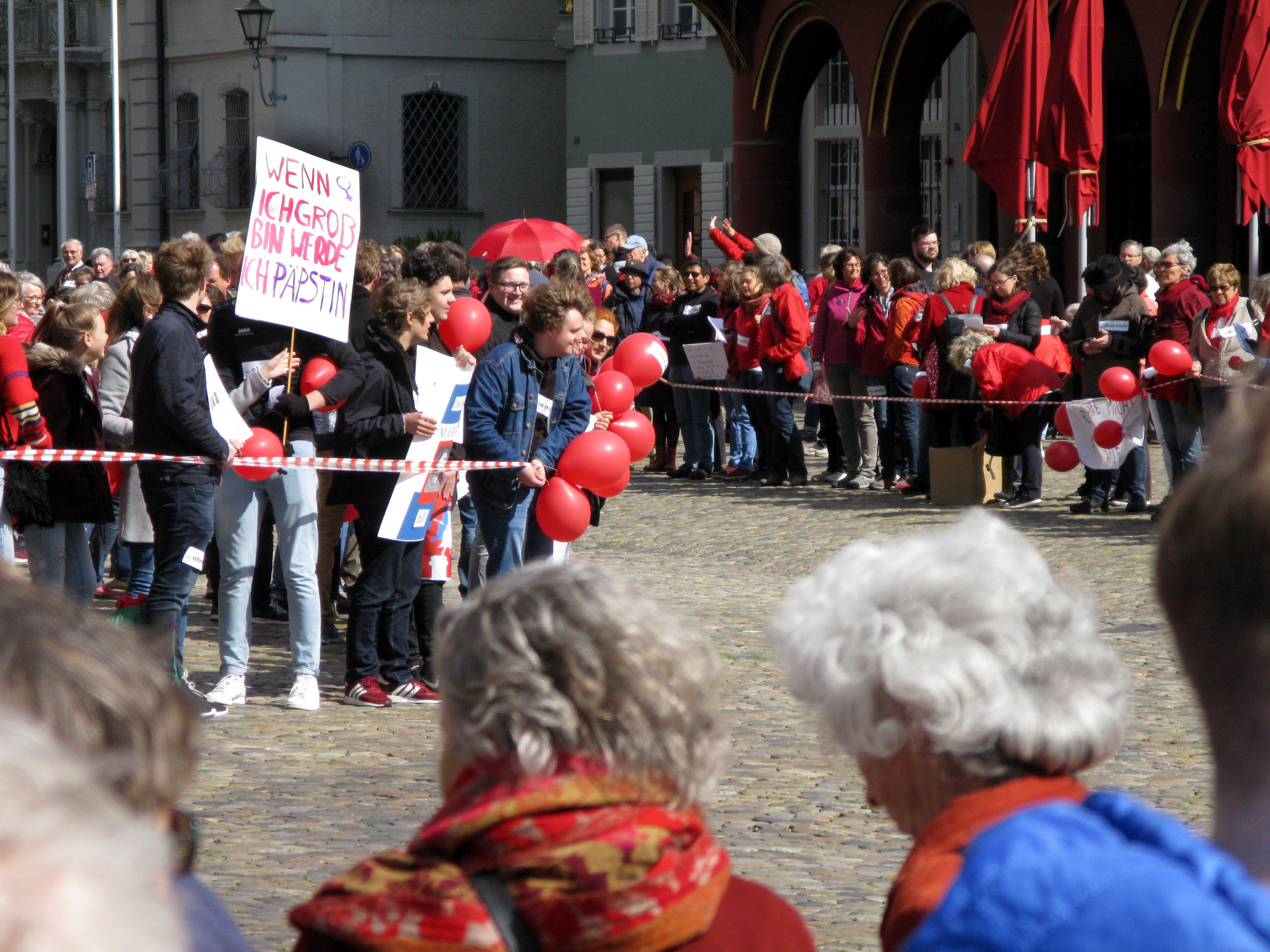
Manifestação após uma ordenação sacerdotal em Freiburgo

Os organizadores do movimento apelaram: "Chamamos todas a mulheres, durante o mês de devoções Marianas, na semana de 11 para 18 de Maio de 2019, para uma greve da igreja: não entraremos em nenhuma igreja nem  faremos nenhum serviço. Celebremos antes o serviço religioso em frente às igrejas e expressemos as nossas reclamações e demandas de forma insistente e criativa." Como cor da "compaixão, tristeza e novo começo", os organizadores sugerem usar o Branco para criar uma imagem colectiva, por exemplo: roupas brancas, xailes, flores e velas Em pelo menos 50 localidades foram anunciadas iniciativas no contexto da Maria 2.0, nas quais não participam apenas mulheres.
Assim, na paróquia do Sagrado Coração de Jesus (Essen-Burgaltendorf), os homens voluntários juntaram-se à "greve da igreja". Uma vigília aconteceu no domingo, dia 12. Maio, de manhã, na Praça da Catedral em Münster . Em toda a Alemanha, cerca de 700 a 800 fiéis participaram neste evento central da Semana de Manifestações. Na Praça da Catedral de Freiburg manifestaram-se na tarde do dia 12 Maio, após a ordenação, cerca de 400 mulheres e homens. O arcebispo Stephan Burger dirigiu-se, durante a excursão da catedral, a dois porta-vozes: "A mensagem está chegando", disse ele, mas também: "Não vou conseguir resolver essa tensão hoje. " Na comunidade do Alto Reno, em Lauchringen, Baden-Württembergo, três mulheres farão greve a partir de 13 de Maio, e dia 19 organizarão dia 19 uma Liturgia com 60 apoiantes, mulheres e homens, em frente à igreja, incluindo o membro local do parlamento Rita Schwarzelühr-Sutter (SPD). Em frente do Mosteiro de Fridolin em Bad Säckingen terá lugar no domingo, o 19 uma iniciativa à frente do portal e no jardim da paróquia "uma 'noite de Maio ligeiramente diferente' com textos de meditação sobre Maria e outros tópicos" em seu lugar. Na região, também em Waldshut-Tiengen, as ações durarão até 26 de Maio.
Mulheres da comunidade Maria Magdalena em Freiburgo pretendem continuar o protesto a 30. Junho continue quando o reitor da cidade, Christian Würtz, for ordenado bispo. Também um grupo de pastores da área diocesana quer apoiar as mulheres. A partir do dia 7 Julho os manifestantes querem manter "vigílias criativas" em frente à catedral em tantos domingos quanto possível, das 11 às 11h30. Segundo o porta-voz Michael Hertl, cerca de 500 e-mails, cartões postais e cartas foram recebidos pela cátedra de Freiburg, a maioria dos quais apoia as demandas da ação. A Cátedra quer responder a todas as comunicações. O pastor Christian Würtz não comentou a manifestação planeada para o dia de sua consagração episcopal.

## Reações
O apoio veio da Associação das Mulheres Católicas da Alemanha e da Federação das Mulheres Alemãs Católicas. Também os pastores católicos expressaram concordância com as preocupações da Maria 2.0. Por exemplo, Jörg Hagemann, deão de Münster, anunciou que participaria na liturgia no pátio da igreja e depois - como era sua tarefa - celebraria a Eucaristia de uma forma simples na igreja.
Franz-Josef Bode, bispo de Osnabrück e presidente da Subcomissão Mulheres da Pastoral da Conferência Episcopal Alemã, acolheu a ação. Embora fosse problemático para as mulheres deixarem a comunidade eucarística e realizarem suas próprias celebrações nas paróquias, é preciso perceber a "impaciência" que esconde uma "ferida muito profunda" por parte de muitas mulheres ativas em sua igreja. Stephan Burger, Arcebispo de Friburgo, mostrou compreensão do desejo de dar às mulheres acesso ao diaconado e ao sacerdócio, mas não via margem para o direito canônico. Matthias Kopp, porta-voz da Conferência dos Bispos da Alemanha, disse que deve haver mudanças e que um diálogo é necessário, "mas as greves não são a coisa certa a fazer".
Entre os críticos da semana de ação está o arcebispo da Curia, Georg Gänswein, secretário particular do papa emérito Papa Bento XVI, que avisou em abril de 2019 dos perigos de "inventar uma nova igreja e brincar com seu ADN." O Fórum Conservador dos Católicos Alemães pediu a retirada da Liga das Mulheres Católicas. Peter Winnemöller analisa, para kath.net, que a "participação em liturgias inventadas" provavelmente não cumpre a obrigação de domingo e que os participantes cometeram um grave pecado, visto não estarem reunidas as condições de dispensa de segundo o CIC de 1245 na ação que ele caracteriza como "boicote da igreja".
A católica Johanna Stöhr, da diocese de Augsburg, convocou a iniciativa Maria 1.0 para "mostrar que há também mulheres que fielmente aderem ao ensinamento da igreja"." O slogan dela é: "A Mary não precisa de uma actualização."

## Suíça
Na Suíça, mulheres beatas, com o apoio de várias associações, incluindo a Federação Suíça de Mulheres Católicas (SKF) e a Associação Feminista Teológica, também pedem uma greve das mulheres da Igreja nos dias 15 e 16 de Junho de 2019 e participação na greve nacional de mulheres (14. Junho de 2019).

## Áustria
Em Innsbruck, as mulheres católicas organizaram uma procissão silenciosa da Spitalskirche à Catedral de Innsbruck . Nas paróquias vienenses Breitenfeld e Inzersdorf-St. Nicolau as mulheres realizaram um culto em frente às respectivas igrejas.

## Links
- Maria 2.0 (presença própria na internet)
- Maria 1.0 (contra-movimento para Maria 2.0)
- petição online Church Women Future